# Ісікарі (провінція)
Провінція Ісікарі (яп. 石狩国 — ісікарі но куні, "країна Ісікарі") — історична провінція Японії на острові Хоккайдо, яка існувала лише тринадцять років — з 1869 по 1882. Відповідає сучасній області Ісікарі префектури Хоккайдо. 

## Повіти
- Ацута 厚田郡
- Ісікарі 石狩郡
- Кабато 樺戸郡
- Камікава 上川郡
- Саппоро 札幌郡
- Сораті 空知郡
- Урю 雨竜郡
- Хамамасу 浜益郡
- Юбарі 夕張郡